# Operació Maquillatge
L'Operació Maquillatge és un escàndol de corrupció política, i es va jutjar com a peça separada del Cas Son Oms, que afectà diversos alts càrrecs d'Unió Mallorquina, per la concessió d'ajuts i subvencions del Consell Insular de Mallorca a societats del sector audiovisual vinculades a aquest partit polític.

## Origen de l'operació
El cas Son Oms va néixer el 4 de juliol de 2007, quan la Fiscalia Anticorrupció va obrir unes diligències informatives després de rebre una primera denúncia per presumpta estafa d'Ángel Ochando Javaloyas, un dels petits propietaris de solars que en el seu dia van ser requalificats per constituir el polígon industrial del mateix nom. En la causa, investigada en dues instàncies i subdividida en diverses parts, s'investiguen els negocis particulars, que van fer destacats polítics, en relació al polígon industrial i possibles desviaments d'altres fons públics a fons privats.
El 29 de maig de 2008 la fiscalia va denunciar el cas davant el jutjat d'instrucció 2 de Palma, dirigint les acusacions inicials contra Maximilià Morales, expresident del Parlament per Unió Mallorquina (UM); Bartomeu Vicens Mir, exconseller de Territori de l'anterior Consell Insular de Mallorca per UM i Jaume Montis Suau, advocat, empresari i un dels promotors del polígon. El jutjat d'instrucció 2 els va imputar i després va ampliar la nòmina d'encausats a l'esposa de Vicens, Antònia Martorell; a la presumpta testaferro d'aquest matrimoni, Elisabet Diéguez Andrés; a l'antic comptable de Vicens, Tomàs Martín San Juan; i als promotors de l'àrea industrial, Bernardo Febrer Brunet i Miquel Munar Munar. El 16 d'octubre de 2008 el jutge d'instrucció número dos va demanar al Tribunal Superior que assumís el cas Son Oms, pel fet que la condició d'aforat de Vicens, en aquell moment diputat del Grup Mixt del Parlament, li impedia avançar en el procés. El 27 d'octubre de 2008 l'Alt Tribunal es va declarar competent per seguir la instrucció de la part principal del cas, encara que va deixar en mans del jutge número 2 la resta. Aquest magistrat, Juan Ignacio Lope Sola, va obrir mesos després la peça separada declarada secreta i que va donar peu a l'operació Maquillatge.
El 14 de maig de 2009, el Diario de Mallorca treu a la llum que Miquel Nadal, així com la seva dona María José Sard Bauzá, estaven sent investigats en una peça secreta del cas Son Oms. Les indagacions, en què participava el grup de Delictes Econòmics de la Policia i l'Agència Tributària, intentaven aclarir els vincles i operacions realitzades per Nadal amb dos presumptes testaferros de Bartomeu Vicens Mir, el diputat autonòmic que apareixia com a principal imputat en el sumari. La fiscalia anticorrupció havia demanat al jutjat d'instrucció 2 de Palma, que investigués Nadal i la seva dona, a Elisabet Diéguez Andrés i Alfredo Conde Bonnin, considerats dos suposats "homes de palla" de Vicens i la seva dona; i a altres persones com el segon directiu de la televisió IB3. Els fiscals Joan Carrau i Pedro Horrach Arrom van sol·licitar que aquestes noves diligències es fessin en el si d'una peça separada del cas Son Oms que va ser declarada secreta. Les sospites sobre Nadal giraven al voltant d'un grup de societats creades a partir del 2002, en què apareixen com a administradors o accionistes destacats dirigents del partit, així com els seus familiars i altres persones catalogades com a testaferros. El nom de Miquel Nadal, que ja figurava com a imputat en el Cas Can Domenge, ja havia sortit a la llum en el sumari de Son Oms en un informe de l'Agència Tributària de gener del 2008.

## Cronologia
L'operació Maquillatge va sortir a la llum pública arran de les actuacions desenvolupades el 21 d'octubre de 2009 per la Fiscalia Anticorrupció de les Illes Balears, consistents en l'escorcoll de set empreses de Palma i Cala Rajada, i en el requeriment de documentació al Consell Insular de Mallorca i a Ona Mallorca, tot això en el marc d'una operació d'investigació de les relacions de Miquel Nadal i Bartomeu Vicens Mir amb diverses societats mercantils, i duta a terme dins una de les peces separades del Cas Son Oms.
L'1 de desembre de 2009 es va conèixer que el Jutjat d'Instrucció número 2 de Palma havia citat a declarar com a imputats la presidenta del Parlament de les Illes Balears, Maria Antònia Munar i Riutort; el, en aquell moment, conseller de Turisme, Miquel Nadal; el també conseller de Medi Ambient, Miquel Àngel Grimalt Vert; el diputat del Grup Mixt Bartomeu Vicens Mir; i el, en aquell moment, president d'Unió Mallorquina, Miquel Àngel Flaquer Terrasa. Tots ells acusats de lucrar-se amb més de nou milions d'euros provinents dels contractes signats pel Consell amb les productores audiovisuals Vídeo U i Studio Media, quan es posà en marxa la Televisió de Mallorca en la legislatura 2003-2007. També varen ser citats a declarar el periodista Alfredo Conde; la seva dona, Elisabeth Diéguez; la dona del conseller Nadal, Maria José Sard; el cunyat del conseller, Miquel Sard; i la seva dona, Cristine Alice Read. La llista d'imputats es va ampliar fins a vint persones el dia 11 de desembre de 2009.

### Declaracions davant el jutge instructor
El 16 de desembre de 2009, Miquel Nadal va negar haver signat una subvenció per a la productora Vídeo U, una de les empreses audiovisuals investigades en la causa, encara que va recordar que va presidir el ple en què es va aprovar aquesta ajuda en asseverar que "votava tot el que es portava a ple" i en aquest cas "sense pensar que podia ser incompatible" participar en aquesta subvenció. En una compareixença que es va prolongar per espai de dues hores, l'encausat va assegurar que "no va tenir a veure" amb la contractació de Studio Media, en aclarir que la contractació correspon a la institució insular i Nadal "no tenia càrrec de conseller executiu", pel que va incidir que no va signar cap contracte amb aquesta companyia. El jutge Juan Ignacio Lope Sola, a petició de la Fiscalia Anticorrupció li va retirar el passaport, obligant-lo a presentar-se mensualment a un jutjat i prohibint-li la sortida d'Espanya. Les mateixes mesures cautelars rebé l'altre imputat, el testaferro de Nadal, Miquel Sard.
Miquel Sard Vicens, un assessor fiscal i comptable, administrador de diverses societats i empresari també ell, va admetre davant el jutge que va pagar anualment sumes de diversos milers d'euros (uns 60.000 en total) a Miquel Nadal, parent polític seu. Miquel Sard és cosí de María José Sard, l'esposa de Nadal. Digué que eren els seus honoraris per treballs d'assessoria legal que li prestava per telèfon.
El mateix dia, el jutge instructor també va interrogar en qualitat d'imputades María José Sard, esposa de Nadal, i Cristine Alice Read, dona de Miguel Sard, cosí de María José. Ambdues encausades es van desvincular dels negocis dels seus marits, encara que Read va assenyalar que el seu marit va invertir en una productora perquè ella sempre havia treballat en el sector audiovisual.
Miquel Àngel Grimalt va declarar davant el jutge d'instrucció el 18 de desembre de 2009, tot i tenir la condició d'aforat per ser en el moment de declarar conseller de Medi Ambient del Govern de les Illes Balears, es va desvincular de les presumptes irregularitats en asseverar que, si bé va autoritzar diversos pagaments a la productora Studio Media, va ser el llavors vicepresident de la institució, Miquel Nadal, qui li va entregar, ja redactat, el plec de condicions per a l'autorització d'aquests desemborsaments. Durant una compareixença que es va prolongar durant més de dues hores, va afirmar que va ser l'exvicepresident del Consell qui així mateix li va presentar al soci de Studio Media, Alfredo Conde, també encausat en el marc d'aquest procediment. Grimalt en el moment dels fets era coordinador de Serveis Generals al Consell.
El 22 de desembre de 2009, va declarar davant el jutge, Miquel Àngel Flaquer en aquell moment President d'Unió Mallorquina i en el moment dels fets, Conseller Insular d'Hisenda i Pressupostos. Va manifestar que quan en la passada legislatura signava les subvencions que des del Consell de Mallorca es van concedir a la productora Studio Media, investigada en la causa per rebre contractes presumptament irregulars, el preocupava "tenir els diners per donar-les" i "no feia judicis de valor sobre si s'invertia bé o no". Després de declarar durant més d'una hora, el Fiscal Anticorrupció Joan Carrau va demanar la retirada del passaport per Miquel Àngel Flaquer, petició que va acceptar el jutge. Aquest fet va suposar que presentés la seva dimissió com a president d'UM. D'altra banda, el mateix jutge va dictar una fiança de 100.000 euros per eludir la presó provisional, a pagar en 24 hores contra Bartomeu Vicens.
El jutge Lope Sola, titular del Jutjat d'Instrucció número 2 de Palma, també va decretar presó eludible amb una fiança de 200.000 euros per al presumpte testaferro de Vicens, Alfredo Conde, per possible risc de fugida. L'endemà va abonar els diners, esquivant així la presó. El 31 de maig de 2011, l'Audiència Provincial va anul·lar la mesura cautelar que el jutge Juan Ignacio Lope Sola, va adoptar contra l'administrador de la productora Studio Media, Alfredo Conde, i que consistia en presó condicional eludible amb una fiança de 200.000 euros. La Secció Primera, presidida per la magistrada Margarita Bertran, ordenà al magistrat instructor que fes una "nova resolució que doni resposta a les exigències de la motivació". Finalment, la dona de Conde, Elisabeth Diéguez, es va acollir al seu dret a no declarar davant del jutge per la seva imputació a l'"Operació Maquillatge".
El 3 de febrer de 2010, el jutje d'instrucció Lope Sola va dur a terme un cara a cara entre Miquel Nadal i Miquel Àngel Grimalt. Els dos varen defensar les seves versions i, posteriorment, a petició de la fiscalia, els va fer declarar per separat.
El 12 de febrer de 2010, el secretari general del Consell de Mallorca, Jeroni Mas, va destapar davant el jutge, la sospita que s'havien produït irregularitats en la contractació i subvenció a la productora Studio Media perquè posàs en marxa la ràdio pública insular, Ona Mallorca. Afirmà que mesos després de l'adjudicació va rebre una petició per veure l'expedient de contractació i que en exarminar-lo hi va detectar les irregularitats. També declararen com a imputades les funcionàries Brígida Llinàs i Antònia Nicolau. Llinàs, que era a la mesa de contractació, digué que el març de 2001, "a petició del PP", cercà la classificació empresarial de Studio Media però no la trobà, "sols hi havia la sol·licitud". A més, hi mancava l'escriptura. Afegí que "era un fet greu" i que n'informaren Nadal, però "no en teníem proves".
El 17 de febrer de 2010, el jutge instructor del cas Maquillatge, Juan Ignacio Lope Sola, va decretar diverses fiances de responsabilitat civil per a gran part dels imputats a la causa. Les fiances més elevades foren per a Luisa Almiñana, copropietària i administradora de Vídeo U, i per a Cristóbal Rullán, administrador de la productora. El jutge va fixar una caució de 835.000 euros per a cada un. També per a Alfredo Conde, propietari de Studio Media. La fiança en el seu cas fou de 800.000 euros. Pel que fa a l'exconseller Miquel Nadal, la quantitat decretada és la mateixa que va demanar el Ministeri Fiscal, 600.000 euros. La darrera fiança civil és per a Bartomeu Vicens, amb un import de 16.000 euros. En el cas que els imputats no poguessin fer front a la xifra establerta se'n procediria a l'embargament dels béns personals. La intenció era assegurar les responsabilitats pecuniàries que es puguin declarar procedents. L'endemà, l'administradora de la productora Badia Difusió, fusionada amb Vídeo U, Luisa Almiñana, va constituir la fiança de responsabilitat civil de 835.000 euros. Miquel Nadal, per la seva part, el 19 de febrer va designar els seus béns, que d'aquesta manera quedaven embargats i romandrien en espera de ser taxats.
El 26 de febrer de 2010, Miquel Oliver, la seva exdona Luisa Almiñana i Ramón Rullán, de manera voluntària, van comparèixer davant l'autoritat judicial i van confessar la seva intervenció en els diversos delictes que eren objecte d'investigació, i van facilitar informació sobre aquests fets així com sobre altres transcendents per al descobriment de nous delictes que fins llavors, no es coneixien.
El 5 de març de 2010, Alfredo Conde, exdirector d'Ona Mallorca i presumpte testaferro de l'exdiputat d'UM Bartomeu Vicens Mir, va assolir un acord per a la rescissió de la seva relació laboral amb IB3 Televisió. Dimití del seu càrrec directiu en l'ens per centrar-se en la defensa com imputat en aquest cas.
L'11 de març de 2010, Miquel Sard ("home de palla" confés de Miquel Nadal), també de manera voluntària va comparèixer davant l'autoritat judicial i va confessar que Víctor Garcia era el testaferro de Maria Antònia Munar. Ho va fer en una declaració escrita que lliurà al jutge. En el text que Sard lliurà al jutge, hi diu: "a final de l'any 2004, Miquel Nadal em visità i em comentà que ell i Maria Antònia Munar estaven interessats a tenir influència en algun mitjà de comunicació, i que els havia sorgit la possibilitat d'adquirir el 50% d'una productora, Vídeo U". Afegeix que Nadal li demanà que compràs un 25% de les accions en nom seu i que ell li donaria els doblers per pagar-les. "Miquel Nadal, al seu despatx, em lliurà un sobre tancat i em digué que hi havia 300.000 euros i que, segons ell, 150.000 euros eren per pagar la seva part i els altres 150.000 eren per pagar la part de Maria Antònia Munar". A més, manifesta que Víctor Garcia l'anà a cercar al despatx i que tots dos junts anaren a la notaria a formalitzar-ne la compra.
El mateix 11 de març de 2010, el degà del Col·legi d'Advocats de les Balears, Joan Font i el seu soci Emili Gené, van comparèixer en qualitat de testimonis davant del jutge. Font va defensar en la declaració la seva "nul·la intervenció" en els fets investigats. Ambdós han negat de manera rotunda haver participat en la gestió de la societat i en les seves reunions, així com haver tingut coneixement de les subvencions milionàries que estava rebent la productora des del Consell de Mallorca. També va declarar, com a testimoni, la periodista Àngela Alfaro Palazón que va ser interrogada sobre el programa "Patrimoni", creat entre ella i l'exdirector d'Ona Mallorca Alfredo Conde, imputat en la causa i en llibertat sota fiança de 200.000 euros. Va explicar que va treballar en l'emissora del Consell entre 2001 i 2004, preparava el guió i els continguts, i l'espai era setmanal, encara que va indicar no recordar la quantitat total dels capítols que es van emetre.
L'endemà, el 12 de març de 2010, Víctor Francisco García González, qui Miquel Nadal i Miquel Sard havien acusat de ser el testaferro de Maria Antònia Munar en la compra d'accions de Vídeo U, ho va negar. Va lliurar un escrit en què indicava que, en realitat, era el testaferro de Miquel Nadal. Amb tot, el jutge decidí retirar-li el passaport com a mesura cautelar. Garcia, militant d'Unió Mallorquina a Palma i casat amb la cosina de Maria Antònia Munar, afirmava en l'escrit que Nadal el convencé perquè adquirís el 25% de les accions de la productora Vídeo U en nom seu, sense que Munar en sabés res.
El mateix 12 de març també declarà l'exdirectora de Comunicació del Consell de Mallorca, Margalida Sotomayor Vicens, afirmant que qui decidia que una empresa entràs a la partida de pressuposts del Consell "era el senyor Nadal", en referència a l'exconseller de Turisme. Sotomayor s'exculpà a si mateixa. Amb tot, el fiscal en demanà presó eludible sota una fiança de 100.000 euros. El jutge, finalment, n'hi dictà una de 10.000 euros i li retirà el passaport.
A la tercera vegada, el 17 de març de 2010, Maria Antònia Munar i Riutort va declarar davant el jutge instructor. La primera, 18 de desembre, no va acudir als Jutjats al·legant que pel fur que la protegia com a parlamentària la seva declaració havia de tenir lloc davant la sala civil i penal del Tribunal Superior de Justícia de les Balears (TSJIB). La segona, el 22 de gener, va fer acte de presència als Jutjats de Via Alemanya però es va acollir al seu dret de no declarar en espera de què el cas fos assumit per la màxima instància judicial de les Illes. Durant més de tres hores, Munar va negar les acusacions que pesaven sobre ella. El jutge Juan Ignacio Lope Sola va rebaixar fins a 350.000 euros la fiança que permetria a Maria Antònia Munar eludir la presó. El fiscal anticorrupció Joan Carrau havia demanat una fiança de 450.000 euros. El titular del jutjat va manternir emperò la quantia de 2,6 milions d'euros per a la fiança en concepte de responsabilitat civil per fer front als possibles danys comesos. També va haver de lliurar el seu passaport, tal com havia sol·licitat la fiscalia anticorrupció. Dos dies després va fer efectiva la fiança de 350 mil euros, a la vegada que posà un recurs d'apel·lació contra la fiança de responsabilitat civil de més de 2,5 milions d'euros, que no impedí que es procedís a l'embargament dels seus béns per no haver fet efectiva aquesta segona fiança. El 21 de març, els diaris del Grup Serra publicaren una entrevista amb Maria Antònia Munar. El dia 24 presentà l'aval bancari sobre els béns immobles per cobrir la fiança de responsabilitat civil de més de 2,5 milions. A mitjan mes de maig, el jutge Lope Sola, desestimà els recursos. El 3 de desembre de 2010 la Secció Primera de l'Audiència Provincial de Palma també va desestimar el recurs d'apel·lació.
El 19 de març de 2010 va tocar el torn a Eugènia Cañelles, exsecretària técnica del consell. Afirmà que li varen passar un llistat amb "les persones que havia de contractar, unes vegades a instàncies de Miquel Nadal, altres de Mateu Cañellas Martorell, altres d'Antònia Vidal (exsecretària personal de Miquel Nadal) i altres de l'estructura d'UM". Afegí que "mai a instàncies de Munar".
El 14 d'octubre de 2010 el jutge va dictar obertura de judici oral.
El 7 de juny de 2011 la Secció Segona de l'Audiència Provincial de Palma va desestimar els recursos de Maria Antònia Munar, de Miquel Nadal i de Margarita Sotomayor contra la decisió del jutge instructor del cas Maquillatge de crear-hi una tercera peça separada. Aquesta que fa referència a "Temps d'esport".
El 14 de maig de 2012 comença el judici oral d'aquesta peça.

## Repercussions polítiques
La nova acusació a Miquel Nadal, imputat també en el Cas Ca'n Domenge, va provocar la seva dimissió el 3 de desembre de 2009, en mig d'una forta polèmica sobre la permanència d'Unió Mallorquina en el govern de Francesc Antich Oliver, atès el gran nombre d'imputacions que acumulava la seva cúpula dirigent (Son Oms, Can Domenge, Pla Territorial, Peatge). Això va fer que els partits integrants del Govern celebressin una ronda de conversacions els dies 4 i 5 de desembre per decidir si el pacte es trencava o es recomponia d'alguna manera. Finalment, els socis n'acordaren la continuïtat, tot aprovant un codi ètic que regularia les situacions d'aquesta mena, obligant a cessar dels càrrecs executius i a demanar la dimissió dels electes (diputats, consellers insulars i regidors) als imputats, per casos de suposada corrupció quan un jutge els imposi mesures cautelars o quan els obri un procediment de judici oral, que tampoc podran ser nomenats per ocupar càrrecs públics.
El 26 de febrer de 2010, Maria Antònia Munar va dimitir com a presidenta del Parlament i com a diputada, després que Miquel Nadal l'acusés d'entregar-li 300.000 euros en efectiu dins el seu cotxe oficial per comprar el 50% de les accions de Vídeo U.

## Fets provats
A mitjans de l'any 2004, Miquel Nadal (aleshores Vicepresident del Consell Insular de Mallorca) i Maria Antònia Munar (aleshores Presidenta del Consell Insular de Mallorca) coneixent que aquest any el Govern trauria a concurs llicències de televisió local digital, van decidir adquirir conjuntament participacions de la productora audiovisual Vídeo U (que posseïa un 86,67% de Badia Difusió-Palma TV) en proporció suficient per assegurar, pràcticament, el control de la mateixa i, conseqüentment, posseir un mitjà de comunicació i difusió dels interessos del partit polític d'Unió Mallorquina.
A finals del 2003 o principis de l'any 2004 Margalida Sotomayor Vicens, aleshores Directora Insular de Comunicació del Consell Insular de Mallorca, va convocar, a un dinar al restaurant "El Parlament", a Miquel Oliver Reus, i Miquel Nadal. En aquesta reunió informal Oliver, a més de manifestar la seva preocupació per un patit "veto" per a la contractació administrativa -que pel que sembla li havia imposat el govern dirigit pel partit popular- a les seves empreses audiovisuals, es va referir a la possibilitat que durant l'any 2004 es traguessin a concurs llicències per emissió digital de canals de televisió local.
Aproximadament un mes després, durant la primera setmana de febrer de 2004, és convocada un dinar al restaurant "La Cullera" pel lletrat Emili Gené Soler, misser de Miquel Oliver, el mateix Oliver, Miquel Nadal i Joan Miquel Font Servera. Oliver va comentar la possibilitat de vendre el 50% de l'accionariat de Vídeo U, participada per ell mateix i pels seus socis Ramón Cristóbal Rullán Castañer i Luisa Almiñana Aramburu. Així, Nadal comentà el contingut de les reunions a Munar, i els dos decidiren comprar les participacions socials de l'empresa Vídeo U ofertes per Miquel Oliver.
A causa d'ocupar càrrecs públics, per la llei d'incompatibilitats la qual prohibeix que càrrecs electes participin de més d'un 10% en empreses subvencionades per l'administració que gestionen, els era impossible comprar a nom seu. Per tant, acudiren a persones pròximes a ells perquè els fessin de "testaferros". Així Miquel Nadal acudí al seu amic Miquel Sard Vicens mentre que Maria Antònia Munar acudí a Víctor Francisco García González, casat amb Coloma Munar, cosina política de Munar.
El 21 de novembre de 2004, segons el testimoni de Miquel Nadal, la llavors presidenta del CIM, Maria Antònia Munar li va entregar, dins el cotxe oficial mentre tornaven d'un acte oficial per l'autopista d'Inca en direcció cap a Palma, un sobre amb 300.000 euros per la compra de les accions. La sentència ho dona com a fet provat, sempre basant-se amb les paraules de Miquel Nadal, tot i que durant el judici oral, la defensa de Maria Antònia Munar, després de la declaració de Nadal, cridà com a testimonis a Guillem Coll i José Antonio Salmerón, els xofers de Maria Antònia Munar al Consell de Mallorca. El primer va dir que aquell dia tenia lliure, i Salmerón, que no havia fet cap servei aquell dia, tal com consta a la documentació que hi ha al Consell i que també presentaren al judici. Tot i això, Salmerón també admeté que duia la llavors presidenta a la perruqueria i a fer activitats particulars amb el cotxe oficial. Va reconèixer que aquests viatges que no estaven relacionats amb la feina no constaven al Consell. Per aquest motiu, i donat que Munar tenia un acte a Costitx aquell dia, i, per tant, pot coincidir que la tornada fos per l'autopista d'Inca tal com relatà Nadal, el jutge de l'Audiència diu a la sentència que aquests documents no poden ser acceptats com a prova. La declaració de Nadal acusant Munar d'entregar-li un sobre amb doblers provocà la dimissió de l'aleshores Presidenta del Parlament Balear, posant punt final a la seva vida política.
Així el 22 de novembre de 2004 es va formalitzar l'escriptura pública de compravenda. Miquel Sard, testaferro de Nadal, a través de "Los Rincones de la Vega de Sotomayor" (empresa de la qual Sard ostentava el 52,52%) adquirí el 25,23% de Vídeo U, mentre que Víctor García, testaferro de Munar adquirí el 24,77%. El preu de venda del 50% de les participacions socials de Vídeo U va ser valorat en 300.000 euros. Fou lliurada davant notari a través de pagarés, un cop finalitzat l'acte el venedor els va tornar als seus titulars, i aquests li van lliurar la quantia econòmica del preu en metàl·lic.
Els 300.000 euros en metàl·lic havien estat lliurats per Maria Antònia Munar a Miguel Nadal el dia anterior, en un sobre i, pel que sembla provenia de fons d'origen desconegut del partit Unió Mallorquina. El mateix dia de la compra de les participacions Nadal va lliurar la quantia a Miquel Sard i Víctor García. En el mateix acte notarial es va procedir a la venda d'un altre 10% de les accions de Vídeo U a Gené i a Font. Per aquestes participacions no es van entregar doblers. Així, Oliver deixà de tenir participació en l'empresa, mentre que Almiñana i Rullán es quedaren amb un 20% cada un.
El 2008, Miquel Oliver tornà a recomprar el 10% de Joan Font i Emili Gener, i un any després la quota proporcional de Miquel Nadal.

### Temps d'esport
Una vegada Munar i Nadal ostentaren la meitat de Vídeo U, es demanà una primera subvenció a nom de Vídeo U per una activitat que mai es realitzaria i que, un cop obtinguts els fons públics, aquesta quantia havia de ser repartida entre Vídeo U i Alfredo Conde Bonnin, director de la ràdio del Consell, Ona Mallorca que des de l'any 2000 es trobava subvencionada al 100% pel Consell i que emetia les quatre hores del dia en català i que oferia, els diumenges a la tarda, programació esportiva en la qual s'informava, entre d'altres, del Reial Mallorca. Alfredo Conde, administrador únic de la mercantil Studio Media Comunicació, empresa que explotava l'emissora de ràdio indicada, ja havia intentat, un any enrere, obtenir un contracte complementari per valor de 57.000 euros. La presidència del CIM en data 9 d'agost de 2004 va ordenar una modificació de crèdits relativa als pressupostos del CIM del 2004, en concepte de "Patrocini Programa Vídeo U SA" per import de 120.000 € destinat com a subvenció de patrocini del programa "Temps d'esport". En data posterior, 27 d'agost de 2004 Margalida Sotomayor, directora general de Comunicació, confeccionà l'expedient de subvenció nominativa, i bona part de la seva tramitació material, ja que no comptava amb cap petició, ni sol·licitud, ni cap altre tipus d'informe previ. El 13 de setembre de 2004 el ple del CIM va aprovar aquesta modificació de crèdit, amb el vot de Nadal i Munar.
El 28 d'octubre de 2004, Ramón Cristóbal Rullán Castañer (Vídeo U) presenta la sol·licitud de subvenció adreçada a la presidenta del CIM. Acompanyava aquesta petició amb una memòria explicativa en què el contingut s'adaptava als informes que es van anticipar a la seva sol·licitud. Es fixava un pressupost de 135.000 €, la diferència de 15.000 € amb l'import de la subvenció es cobriria amb ingressos de publicitat.
El 15 de novembre de 2004 el Ple del Consell Insular de Mallorca (amb els vots de Nadal i Munar) va aprovar els pressupostos del CIM per a l'any 2005 així com el Pla estratègic de subvencions. Allà es preveia una partida (abans de qualsevol sol·licitud) pel patrocini per Vídeo U per un programa amb un valor de 120.000 €. Transcorreguts més de 4 mesos, el 29 de març de 2005, Ramón Cristóbal Rullán Castañer, en representació de Vídeo U SA, va sol·licitar mitjançant instància dirigida a la presidenta del Consell aquesta segona subvenció de 120.000 € per idèntic concepte al de l'any 2004.
Des de l'any 2004 fins a l'any 2007 els fons públics, provinents d'organismes públics insulars, rebuts per l'entitat mercantil Vídeo U va ascendir a 3.872.559 euros. En data 29 de gener de 2005 el Consell Insular de Mallorca va transferir els 120.000 € de la primera subvenció al compte corrent titularitat de Vídeo U. El 15 de febrer de 2005, Vídeo U va transferir els 120.000 € (120.001,5 €) rebuts al compte titularitat de Studio Media Comunicació SL. Des d'aquest compte en la mateixa data d'arribada, Alfredo Conde transfereix la quantitat de 120.000 € al compte de la seva titularitat. Un cop arriben els fons al seu compte personal, l'endemà, Alfredo Conde efectua un reintegrament en efectiu de 20.000 € del seu compte personal, i 8 dies després torna a fer un reintegrament en efectiu de 24.000 € del seu compte personal. Amb relació a la segona subvenció, en data 30 de setembre de 2005 el Consell Insular de Mallorca va transferir els 120.000 € de la segona subvenció al compte corrent titularitat de Vídeo U. No es coneix la destinació final d'aquests fons encara que no s'acredita que sortissin fora de l'esfera del grup de societats i persones vinculades a Vídeo U.
El juliol de 2004, Margalida Sotomayor Vicens va expossar a Miquel Nadal la necessidad de contractar personal. Aquest darrer la va remetre a Oliver, que va contractar a Débora Lorente per desenvolupar tasques encomanades per Sotomayor, Directora Insular de Comunicació. Posteriorment, després de la primera subvenció, Vídeo U va contractar, apartentment de manera irregular, a més de 10 persones més afiliades a Unió Mallorquina i que mai no varen desenvolupar cap activitat laboral per Vídeo U.
L'exdirector general d'IB3 Antoni Martorell també declarà com a testimoni i negà que ni Munar ni ningú altre hagués fet de mitjancer perquè, una vegada havia esclatat el cas, el 2009, es pagàs un deute de 200.000 euros pendent des de feia quinze mesos amb Vídeo U. Els socis originals de la productora, Miquel Oliver, Luisa Almiñana i Ramón Rullán, mantenen que quan els varen imputar demanaren al presumpte testaferro de Munar, Víctor García, que intercedís perquè IB3 els pagàs el deute i que en pocs dies el cobraren. Martorell va reconèixer que n'havia ordenat el pagament, però va dir que ho havia fet per iniciativa pròpia perquè poguessin afrontar la fiança, que no volia ser responsable del fet que acabassin a la presó per no fer-ho. Amb tot, quan indicà que li reclamaren el deute, Almiñana i Rullán ja havien certificat els avals de les seves fiances de 100.000 euros cada una.
Abans del judici oral, Oliver, Rullán i Almiñana van consignar 120.000 euros en concepte de responsabilitat civil.

## Sentències

### Audiència de Palma
Dia 16 de juliol de 2012, la Secció Segona de l'Audiència Provincial de Palma va dictar la sentència número 68/12, a través de l'Il·lustre President Eduardo Calderón Susín i els il·lustres magistrats Diego Jesús Gómez-Reino Delgado i Mónica de la Serna de Pedro contra:
- Maria Antònia Munar i Riutort (Expresidenta del Consell Insular de Mallorca): condemnada a cinc anys i sis mesos de presó i nou anys i sis mesos d'inhabilitació absoluta pel delicte de malversació continuada, com autora, en concurs medial amb els delictes continuats de prevaricació, en concepte d'autora; de frau a l'administració, com inductora; i de falsedat en document oficial, com a cooperadora necessària. I multa de 18 mesos a raó de 100 euros de quota diària i la inhabilitació especial per a ocupació o càrrec públic per temps de dos anys i sis mesos pel delicte de negociacions prohibides amb funcionaris, en concepte d'autora. Amb declaració d'imposició d'una vuitena part de les costes processals causades.

- Miquel Nadal i Buades (Exvicepresident del CIM): condemnat a dos anys, set mesos i quinze dies de presó i a la inhabilitació absoluta durant quatre anys i sis mesos pel delicte continuat de malversació de cabals públics, en concurs medial amb el delicte de prevaricació continuada, en concepte de coautor successiu; del delicte de frau a l'Administració, en concepte d'inductor; i del delicte continuat de falsedat en document oficial, en concepte de cooperador necessari, amb la concurrència de l'atenuant analògica molt qualificada de confessió. I multa de 12 mesos a raó de 100 euros de quota diària, així com, pena d'inhabilitació especial per l'exercici d'ocupació o càrrec públic per temps d'un any pel delicte de negociacions prohibides, com responsable en concepte d'autor, amb la concurrència d'atenuant analògica molt qualificada de confessió. S'imposen, igualment, una vuitena part de les costes processals causades.

- Margalida Sotomayor Vicens (Exdirectora Insular de Comunicació del CIM): condemnada a cinc anys de presó i la inhabilitació absoluta per temps de nou anys pel delicte de malversació continuada, en concepte de cooperadora necessària, en concurs medial amb falsedat en document oficial, en concepte d'autora; frau a l'administració amb caràcter continuat, en concepte d'autora, i prevaricació continuada, en concepte de cooperadora necessària; tots en continuïtat. Amb imposició d'una vuitena part de les costes processals causades.

- Miquel Oliver Reus (Soci i administrador de Vídeo U S.A. i Ambbit Digital S.L): condemnat a quatre mesos i quinze dies de multa a raó de 8 euros de quota diària i inhabilitació especial per l'exercici d'ocupació o càrrec públic, per temps de quatre mesos i quinze dies pel delicte de negociacions prohibides en concepte de cooperador necessari i inductor, tenint en compte la condició de extraneus i la concurrència de l'atenuant analògica molt qualificada de col·laboració, i la simple de reparació del mal. I un any i tres mesos de presó i la inhabilitació absoluta per temps de dos anys pel delicte continuat de malversació, en concepte de cooperador necessari, en concurs medial amb el delicte de prevaricació continuada, frau a l'administració continuada, en ambdós en concepte de cooperador necessari, i falsedat documental continuada en concepte d'autor. Hagué de respondre d'una vuitena part de les costes processals causades.

- Ramón Cristóbal Rullán Castañer (Soci i administrador de Vídeo U S.A. i Ambbit Digital S.L): condemnat a quatre mesos i quinze dies de multa a raó de 8 euros de quota diària i inhabilitació especial per l'exercici d'ocupació o càrrec públic, per temps de quatre mesos i quinze dies pel delicte de negociacions prohibides en concepte de cooperador necessari, tenint en compte la condició de extraneus i la concurrència de l'atenuant analògica molt qualificada de col·laboració, i la simple de reparació del mal. I un any i tres mesos de presó i la inhabilitació absoluta per temps de dos anys pel delicte continuat de malversació, en concepte de cooperador necessari, en concurs medial amb el delicte de prevaricació continuada, frau a l'administració continuada, en ambdós en concepte de cooperador necessari, i falsedat documental continuada en concepte d'autor. Hagué de respondre d'una vuitena part de les costes processals causades.

- Luisa Almiñana Aramburu (Sòcia i administradora de Vídeo U S.A. i Ambbit Digital S.L): condemnada a quatre mesos i quinze dies de multa a raó de 8 euros de quota diària i inhabilitació especial per l'exercici d'ocupació o càrrec públic, per temps de quatre mesos i quinze dies pel delicte de negociacions prohibides, en concepte de cooperadora necessària tenint en compte la condició de extraneus i la concurrència de l'atenuant analògica molt qualificada de col·laboració, i la simple de reparació del mal. I un any i tres mesos de presó i la inhabilitació absoluta per temps de dos anys pel delicte continuat de malversació, en concepte de cooperadora necessària, en concurs medial amb el delicte de prevaricació continuada, frau a l'administració continuada, en ambdós en concepte de cooperadora necessària, i falsedat documental continuada en concepte d'autora. Hagué de respondre d'una vuitena part de les costes processals causades.

- Alfredo Conde Bonnín (Propietari de la productora audiovisual Studio Media Comunicació i exdirector d'Ona Mallorca): condemnat a tres anys de presó i inhabilitació absoluta per temps de sis anys per un delicte continuat de malversació de cabals públics, en concepte d'inductor, en concurs medial amb falsedat continuada en document mercantil, en concepte d'autor, prevaricació continuada i frau continuat a l'administració, tots dos en concepte d'autor, amb la concurrència de la circumstància atenuant de l'art. 65.3 del Codi Penal. Imposició d'una vuitena part de les costes processals.

En concepte de responsabilitat civil, els anteriorment condemnats respongueren, conjunta i solidàriament, de la indemnització a favor del Consell Insular de Mallorca per valor de 240.000 euros (quantia de la qual s'havia de deduir els 120.000 euros que els acusats Oliver, Rullán i Almiñana van consignar judicialment abans de l'inici del judici oral).
- Elisabet Diéguez Andrés (Sòcia i administradora de Studio Media Comunicació): Absolta.

- Miquel Sard Vicens (Administrador de Consultair S.L., Gabinete Sard i presumpte testaferro de Miquel Nadal Buades): Absolt.

- Víctor Francisco García González (testaferro de Maria Antònia Munar): Absolt.

### Tribunal Suprem
El 26 de setembre de 2013, la Sala Segona del Penal, del Tribunal Suprem, constituïda pels magistrats Carlos Granados Pérez, Andrés Martínez Arrieta, Perfecto Andrés Ibáñez, Francisco Monterde Ferrer (ponent) i Manuel Marchena Gómez, a partir del recurs de cassació 1921/2012, interposat per Maria Antònia Munar, Miquel Nadal, Margalida Sotomayor i Alfredo Conde, dicten la sentència 696/2013.
L'Alt Tribunal absol Munar i Nadal del delicte de negociacions i activitats prohibides als funcionaris, pel qual també havien estat condemnats, així com a Alfredo Conde del delicte continuat de prevaricació administrativa. La sentència de l'Audiència imposava a això unes multes de 54.000 euros a Munar i de 36.000 euros a Nadal.
El Suprem dona la raó a Munar en el fet que la seva actuació va ser diferent respecte al que requereix la jurisprudència de la Sala Segona sobre el deure d'informar.
La Sala Segona va establir que el legislador va voler que únicament els funcionaris, o autoritats, al càrrec estigués el deure d'informar siguin els que poden cometre aquest delicte, no els altres.
Aquesta expressió limita l'autoria del delicte als funcionaris que emeten informes en relació amb la contractació realitzada per l'organisme en què treballen, quedant fora altres funcionaris relacionats amb la contractació. Es tracta, per tant, del deure dels funcionaris tècnics quan assessoren amb els seus informes als òrgans de decisió.
El desvalor de la seva conducta amb el seu basament ètic i d'infracció del deure de fidelitat i abstenció que reconeix la sentència recorreguda queda comprès en el tipus de prevaricació apreciat pel Suprem.
Al seu torn, l'Alt Tribunal redueix la pena imposada a Alfredo Conde de tres anys de presó a la de 2 anys, set mesos i quinze dies, mantenint-se la d'inhabilitació absoluta en els sis anys.